# ルイス・リビー

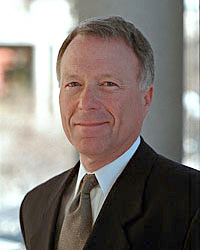
ルイス・リビー

アーヴィン・ルイス・“スクーター”リビー（Irving Lewis "Scooter" Libby Jr., 1950年8月22日 - ）は、コネティカット州ニュー・ヘイブン出身のアメリカ合衆国の政治家。弁護士。ユダヤ系アメリカ人で、ハリエット夫人との間に2人の子供がいる。ネオコンの論客の一人で、ブッシュ政権でディック・チェイニー副大統領の副大統領首席補佐官とブッシュ大統領の大統領補佐官を兼任した。

## 人物・政策
英国のウィンストン・チャーチル元首相の熱烈な崇拝者で、補佐官時代には執務室にチャーチルの肖像画を掲げていたほどである。「奴隷の平和」を非とし、国防次官補の職にあった1992年にはポール・ウォルフォウィッツらと共に、圧政国家への先制攻撃や、ミサイル防衛の導入、WMDの拡散防止のため全ての選択肢を放棄しない、などを明記した国防文書・「国防政策指針」の作成に関与。同指針は、ブッシュ政権下で2002年に確立されたブッシュ・ドクトリンの原点となる。1993年の共和党下野後はアメリカ新世紀プロジェクトの立ち上げに関与。とりわけ、イラク戦争については当然ながらもっとも強硬にその大義を説き、アメリカ同時多発テロ事件直後に、プラハでモハメド・アッタとイラク諜報員との極秘接触が報じられると、即座に対イラク開戦の論陣を張った。
コネチカット州に生まれる。イエール大学を1972年に卒業。1975年コロンビア大学法科大学院法務博士課程修了。1981年国務省に勤め始める。　　
イラク戦争絡みのプレイム事件では情報漏洩問題に間接的に関与していたとして、偽証罪で起訴され、2年6ヶ月の実刑判決を受けたが、大統領権限で保護観察と罰金刑に減軽され、さらに2018年にドナルド・トランプ大統領から恩赦を受けた。
過去には日露戦争時の日本を舞台にした小説を出版、話題を集めた。また、2008年6月には日本を訪問し、ジャーナリストの櫻井よしこらと意見交換し、その中では、ブッシュ政権の対北朝鮮宥和政策に対し、強い懸念が示された。

## 著書
- ジ・アプレンティス（小説、1996年）